# Myanma Airways
Myanma Airways – birmańska narodowa linia lotnicza z siedzibą w Rangunie. Obsługuje regularne połączenia do wszystkich ważniejszych lotnisk w kraju. Głównym węzłem jest port lotniczy Rangun.

## Flota
Flota składa się z:
- 1 Boeing 737-800
- 2 Embraer 190
- 1 ATR 42-320
- 2 ATR 72-212
- 3 ATR 72-500
- 2 Beechcraft 1900
- 2 Cessna 208